# Vallelunga Pratameno
Vallelunga Pratameno är en ort och kommun i kommunala konsortiet Caltanissetta, innan 2015 i provinsen Caltanissetta, i regionen Sicilien i sydvästra Italien. Kommunen hade 3 384 invånare (2017).